# Rachel Friend
Rachel Amanda Friend es una actriz y periodista australiana, conocida por haber interpretado a Bronwyn Davies en la serie Neighbours

## Biografía
En 1993 Rachel se casó con el actor Craig McLachlan, sin embargo la pareja se divorció en 1994. 
El 7 de diciembre de 2000 se casó con el exjugador de cricket Stuart MacGill, la pareja le dio la bienvenida a su hijo Alex MacGill en 2003 y a su hija Penny MacGill en 2006.

## Carrera
Con sólo 18 años el 7 de julio de 1988 se unió al elenco de la aclamada serie australiana Neighbours donde interpretó a Bronwyn Davies-Ramsay hasta el 22 de febrero de 1990, luego de que su personaje decidiera mudarse a Nueva Zelanda. Steph ha participado como personaje clave en varias de las historias importantes del programa. 
En 1990 Rachel coescribió la canción "Can't Take It Any Longer" junto a Craig McLachlan para el álbum de Craig Craig McLachlan And Check 1-2'. Craig escribió una canción llamada "Amanda", la cual trataba acerca de su relación con Rachel.
En 2003 Rachel creó su propia compañía MediaFriendly.

## Filmografía
Series de televisión
| Año         | Título         | Personaje      | Episodios     |
| ----------- | -------------- | -------------- | ------------- |
| 1991        | Golden Fiddles | Kitty Balfour  | miniserie     |
| 1988 - 1990 | Neighbours     | Bronwyn Davies | 188 episodios |
| 1986        | Prime Time     | -              | -             |

Películas
| Año  | Título              | Personaje | Notas                                                     |
| ---- | ------------------- | --------- | --------------------------------------------------------- |
| 1992 | Mission: Top Secret | Annette   | junto a Beth Buchananb, Shane Briant y Sharon Consterdine |
| 1986 | Frog Dreaming       | Wendy     | junto a Henry Thomas, Tony Barry y Tamsin West            |

## Premios y nominaciones
| Año  | Categoría                                      | Premio             | Serie          | Resultado |
| ---- | ---------------------------------------------- | ------------------ | -------------- | --------- |
| 1992 | Most Popular Actress in a Miniseries/Telemovie | Logie Award        | Golden Fiddles | Nominada  |
| 1990 | Most Popular Actress                           | Silver Logie Award | Neighbours     | Ganadora  |